# Equíon (fill d'Hermes)
Segons la mitologia grega, Equíon (en grec antic Έχίων), va ser un heroi, fill d'Hermes i d'Antianira.
Va participar en l'expedició dels argonautes que van acompanyar Jàson a la Còlquida, a la recerca del velló d'or, al costat del seu germà bessó Èurit.